# Harpesaurus ensicauda
Harpesaurus ensicauda är en ödleart som beskrevs av Franz Werner 1913. 
Harpesaurus ensicauda ingår i släktet Harpesaurus och familjen agamer. Inga underarter finns listade i Catalogue of Life. Arten förekommer på Mentawaiöarna. Honor lägger ägg.